# Vaqueros de Ixtlán
Promotora Deportiva Vaqueros de Ixtlán, S.A. de C.V., znany najczęściej jako Vaqueros – meksykański klub piłkarski z siedzibą w mieście Tonalá, w stanie Jalisco. Obecnie gra w Segunda División de México (III szczebel rozgrywek). Domowe mecze rozgrywa na obiekcie Estadio Revolución Mexicana.